# Oberschlottwitz
Oberschlottwitz ist ein Ortsteil der sächsischen Stadt Glashütte im Landkreis Sächsische Schweiz-Osterzgebirge.

## Geschichte
Die Streusiedlung Oberschlottwitz war ursprünglich ein Ortsteil von Großröhrsdorf und zum Amt Pirna gehörig. Die Grundherrschaft übte das Rittergut Weesenstein aus. 1539 war Oberschlottwitz nach Burkhardswalde gepfarrt. Im Jahr 1842 betrug die Gemarkungsfläche 114 Hektar. Ab 1856 gehörte Oberschlottwitz zum Gerichtsamt Pirna, seit 1874 zur Amtshauptmannschaft Pirna. Der Ort war nun nach Liebstadt gepfarrt. 1950 wurde Oberschlottwitz von Großröhrsdorf nach Schlottwitz umgeordnet. Im selben Jahr ging es an den aus den Amtshauptmannschaften gebildeten Kreis Dippoldiswalde. Dieser ging 1994 in den Weißeritzkreis über. Mit der Eingemeindung von Schlottwitz 1995 wurde auch Oberschlottwitz Teil der Stadt Glashütte. Der Weißeritzkreis ging zum 1. August 2008 im Landkreis Sächsische Schweiz-Osterzgebirge auf.

### Entwicklung der Einwohnerzahl
- 1551: 1 Hammerhaus, 1 Gärtner, 2 Häusler, 5 Inwohner
- 1834: 42
- 1871: 125
- 1890: 198